# Abdel Kader Rabieh
Abdel Kader Ahmed Rabieh (in arabo عبدالقادر أحمد ربیعه‎?; Kafr Abrash, 7 luglio 1958 – Kafr Abrash, 13 luglio 2010) è stato un cestista egiziano.

## Carriera
Con l'Egitto ha disputato le Olimpiadi del 1984, segnando 49 punti in 7 partite.